# Shawn Levy
Shawn Adam Levy (Montreal, Quebec, 23 de julio de 1968) es un director, productor, y guionista de cine y televisión canadiense, que ha llevado a la gran pantalla películas como Gordo mentiroso (2002), Recién casados (2003), Cheaper by the dozen (2003), La pantera rosa (2006), Date Night (2010), Real Steel (2011), The Internship (2013), la trilogía de películas Night at the Museum (2006, 2009, 2014), Free Guy (2021) y Deadpool & Wolverine (2024), recientemente ha producido la serie Stranger Things para el servicio de streaming Netflix.

## Biografía
Levy nació en Montreal, Quebec, en el seno de una familia judía. Durante su adolescencia asistió a St. George's High School of Montreal y al campamento de artes escénicas Stagedoor Manor de Nueva York, graduándose en 1989 como alumno de artes escénicas por la Universidad de Yale. Casado con Serena Levy, tienen cuatro hijos en común.
En 2005 fundó la productora 21 Laps Entertainment que, posteriormente se encargaría de producir alguno de los trabajos del director. En 2011, la productora de Levy se encarga de llevar a la cadena de televisión estadounidense ABC la sitcom Uno para todas protagonizada por Tim Allen y Nancy Travis. Inicialmente propuesto por Warner Bros como director de la película basada en el popular videojuego Minecraft, meses después Levy abandonó el proyecto para centrarse en otros trabajos.
Su faceta como actor inició en la película Zombie Nightmare (1986), una producción de terror de bajo presupuesto donde interpretó a Jim Bratten, el líder de un grupo de adolescentes. Esta película es más conocida por su aparición en uno de los capítulos de la serie estadounidense Mystery Science Theater 3000. Levy también apareció en Liberace: behind the music (1988), así como en diversas series de televisión como Jóvenes policías, Beverly Hills, 90210 y, más recientemente en Rockefeller Plaza dando vida al productor de televisión Scottie Shofar.

## Filmografía

### Películas

#### Director
- 1997 - Address Unknown
- 1997 - Just in time
- 2001 - Jett Jackson: The Movie (Su mejor amigo | Jett Jackson: la película)
- 2001 - Big Fat Liar (Gordo mentiroso | Un gran mentiroso)
- 2003 - Just Married (Recién casados)
- 2003 - Cheaper by the Dozen (Doce fuera de casa | Más barato por docena)
- 2006 - The Pink Panther (La pantera rosa)
- 2006 - Night at the Museum (Noche en el museo | Una noche en el museo)
- 2009 - Night at the Museum: Battle of the Smithsonian (Noche en el museo 2 | Una noche en el museo 2)
- 2010 - Date Night (Noche loca | Una noche fuera de serie)
- 2011 - Real Steel (Acero puro | Gigantes de acero)
- 2013 - The Internship (Los becarios | Aprendices fuera de línea)
- 2014 - Night at the Museum: Secret of the Tomb (Noche en el museo: el secreto del faraón | Noche en el museo 3: el secreto de la tumba)
- 2021 - Free Guy[4]
- 2022 - The Adam Project
- 2024 - Deadpool & Wolverine

#### Productor
- 2001 - Jett Jackson: The Movie (Su mejor amigo | Jett Jackson: la película)
- 2002 - I Saw Mommy Kissing Santa Claus
- 2005 - Cheaper by the dozen 2 (Doce fuera de casa 2 | Más barato por docena 2)
- 2006 - Night at the Museum (Noche en el museo | Una noche en el museo)
- 2008 - What Happens in Vegas (Algo pasa en las Vegas | Locura de amor en las Vegas)
- 2008 - The Rocker (Un rockero de pelotas | Un rockero de locura)
- 2009 - Night at the Museum: Battle of the Smithsonian (Noche en el museo 2 | Una noche en el museo 2)
- 2009 - The Pink Panther 2 (La pantera Rosa 2)
- 2010 - Date Night (Noche loca | Una noche fuera de serie)
- 2011 - Real Steel (Acero puro | Gigantes de acero)
- 2012 - The Watch (Los amos del barrio | Vecinos cercanos al tercer tipo)
- 2014 - This is where I leave you (Ahí os quedáis | Hasta que la muerte los juntó)
- 2014 - Alexander and the Terrible, Horrible, no Good, very Bad Day (Alexander y el día terrible, horrible, espantoso, horroroso | Alexander y un día terrible, horrible, malo... ¡muy malo!)
- 2014 - Night at the Museum: Secret of the Tomb (Noche en el museo: el secreto del faraón | Noche en el museo 3: el secreto de la tumba)
- 2016 - La llegada
- 2016 - Why Him? (Por qué el?)
- 2017 - Table 19
- 2017 - Fist Fight
- 2018 - Kin
- 2023 - Crater[5]
- 2025 - Alexander and the Terrible, Horrible, No Good, Very Bad Road Trip

#### Actor
- 1986 - Zombie Nightmare, donde interpreta a Jim Bratten.
- 1987 - Wild Thing, donde interpreta a Paul.
- 1987 - Liberace: behind the Music, donde interpreta a Glenn.
- 1991 - Our shinning Moment, donde interpreta a J.J.
- 1993 - Made in America, donde interpreta a Dwayne.
- 1997 - Address Unknown, donde hace un cameo.
- 1997 - Just in time, donde hace un cameo como fotógrafo.
- 2001 - Big Fat Liar (Gordo mentiroso | Un gran mentiroso), donde hace un cameo como invitado a la fiesta de Marty Wolf.
- 2003 - Cheaper by the Dozen (Doce fuera de casa | Más barato por docena), donde hace un cameo como reportero en la sala de prensa.
- 2005 - Cheaper by the dozen 2 (Doce fuera de casa 2 | Más barato por docena 2), donde hace un cameo como médico residente en el hospital.
- 2009 - Night at the Museum: Battle of the Smithsonian (Noche en el museo 2 | Una noche en el museo 2), donde hace un cameo como protagonista de un anuncio de televisión.
- 2013 - The Internship (Los becarios | Aprendices fuera de línea), donde hace un cameo como el joven que duerme en la cápsula del sueño.

### Televisión

#### Director
- 1996-98 - El mundo secreto de Alex Mack (6 capítulos)
- 1997-98 - The Journey of Allen Strange (3 capítulos)
- 1998-99 - Lassie (4 capítulos)
- 1998    - First Wave (Capítulo: Marker 262)
- 1998-99 - Animorphs (5 capítulos)
- 1998-03 - The Famous Jett Jackson (47 capítulos)
- 2000    - In a Heartbreak (2 capítulos)
- 2002    - Do Over (Capítulo: The block party)
- 2002    - Birds of Prey (Capítulo: Nature of the beast)
- 2006    - Pepper Dennis (Capítulo piloto)
- 2016    - Unbreakable Kimmy Schmidt (Capítulo: Kimmy drives a car!)
- 2016	  - Stranger Things (3 temporadas)

#### Productor
- 2006    - Pepper Dennis
- 2011-16 - Uno para todas (79 capítulos)
- 2014    - Cristela (Capítulo piloto)
- 2016	  - Stranger Things

#### Actor
- 1989	  - China Beach (Capítulo: Dear China Beach, donde interpreta a un teniente)
- 1989-90 - Tour of Duty (2 capítulos, en donde interpreta a SP4 Budd Sills)
- 1990    - 21 Jump Street (Capítulo: Awomp-Bomp-Aloobomb, Aloop Bamboom, donde interpreta a Lance)
- 1990    - Lifestories (Capítulo: Air Conforti, donde interpreta a Luke Conforti)
- 1993    - Beverly Hills, 90210 (2 capítulos, en donde interpreta a Howard Banchek)
- 1993	  - Step by Step (Capítulo: Way Off-Broadway, en donde interpreta a Daniel)
- 1998-03 - The Famous Jett Jackson (En el papel de un productor)
- 2009    - 30 Rock (Capítulo: The Problem Solvers, donde interpreta a Scottie Schofar)
- 2016	  - Stranger Things (En el papel de un trabajador de la morgue)

## Premios y nominaciones
Premios Óscar
| Año  | Categoría  | Película       | Resultado |
| ---- | ---------- | -------------- | --------- |
| 2017 | La llegada | Mejor película | Nominado  |